# Sermizelles
Sermizelles ist eine französische Gemeinde mit 249 Einwohnern (Stand: 1. Januar 2022) im Département Yonne in der Region Bourgogne-Franche-Comté. Sie gehört zum Arrondissement Avallon und zum Avallon. Die Bewohner werden Sermizellois und Sermizelloises genannt.

## Geographie
Sermizelles liegt etwa 33 Kilometer südsüdöstlich von Auxerre und etwa 10 Kilometer nordwestlich von Avallon am rechten Ufer der Cure, die das Gebiet der Gemeinde von Süd nach Nord durchquert. Fast zwei Drittel der Fläche der Gemeinde sind von Wald bedeckt.
Umgeben wird Sermizelles von den Nachbargemeinden Voutenay-sur-Cure im Norden und Westen, Girolles im Osten, Givry im Süden sowie Blannay im Westen und Südwesten.
Durch die Gemeinde führt die Route nationale 6.

## Bevölkerungsentwicklung
| Jahr                       | 1962 | 1968 | 1975 | 1982 | 1990 | 1999 | 2006 | 2013 | 2020 |
| Einwohner                  | 263  | 306  | 218  | 201  | 204  | 225  | 262  | 279  | 244  |
| Quellen: Cassini und INSEE |      |      |      |      |      |      |      |      |      |

## Sehenswürdigkeiten
- Kirche Notre-Dame mit Ursprüngen aus dem 12. Jahrhundert
- Kapelle Notre-Dame-d’Orient, 1958 erbaut, seit 2013 als Monument historique klassifiziert
- Turm Malakoff, errichtet 1859, seit 2012 als Monument historique eingeschrieben

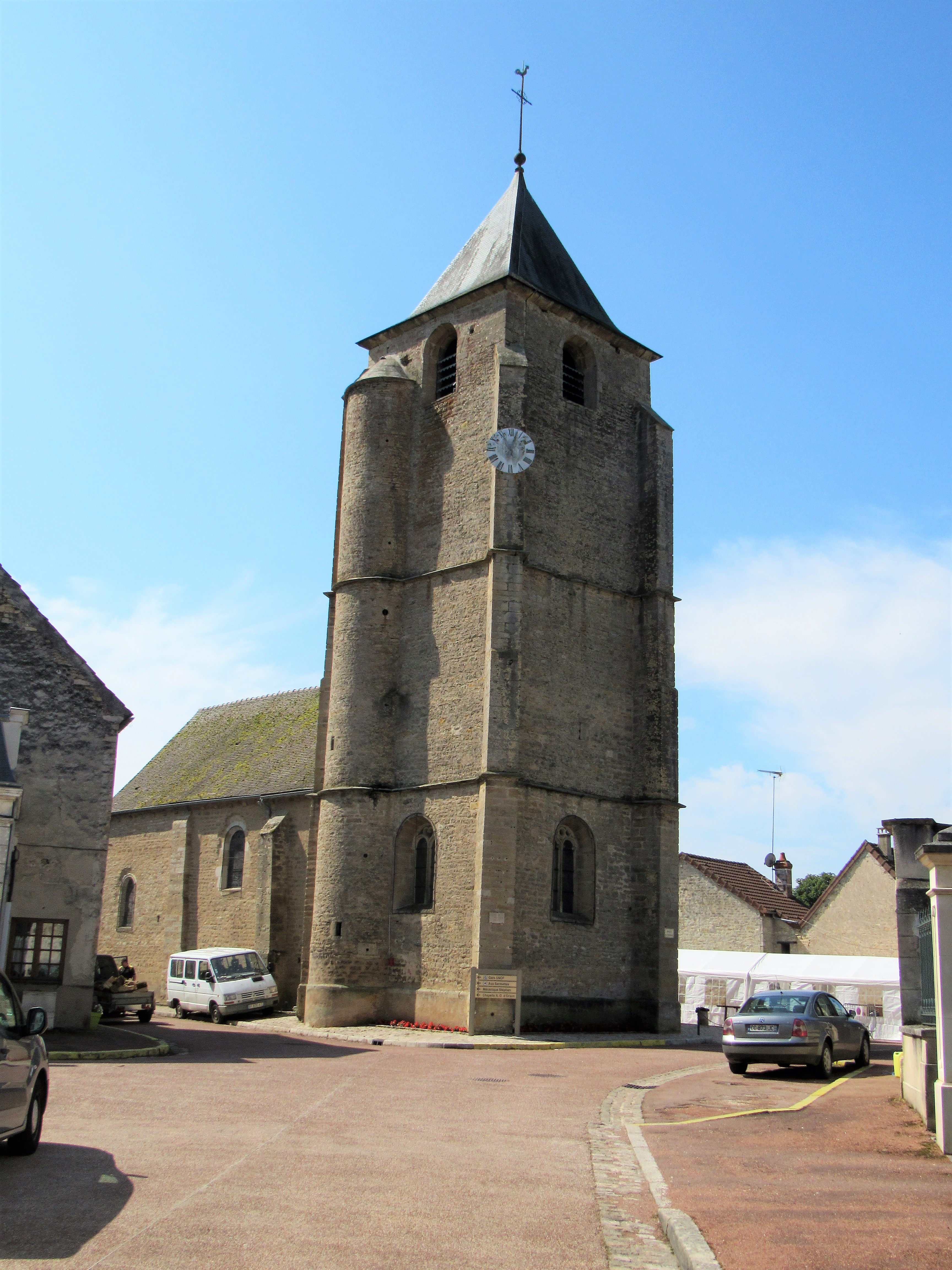
Kirche Notre-Dame
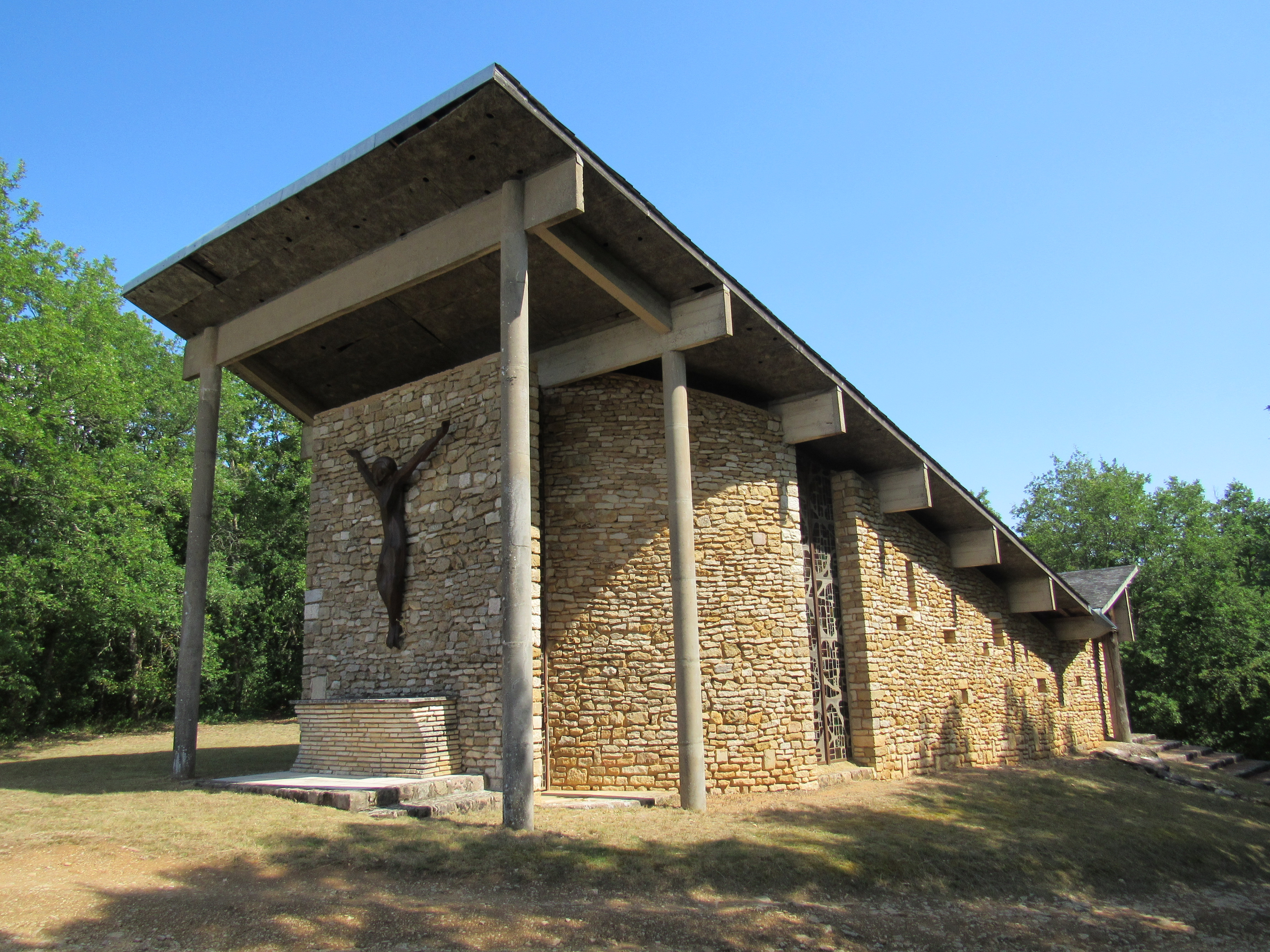
Kapelle Notre-Dame-d’Orient
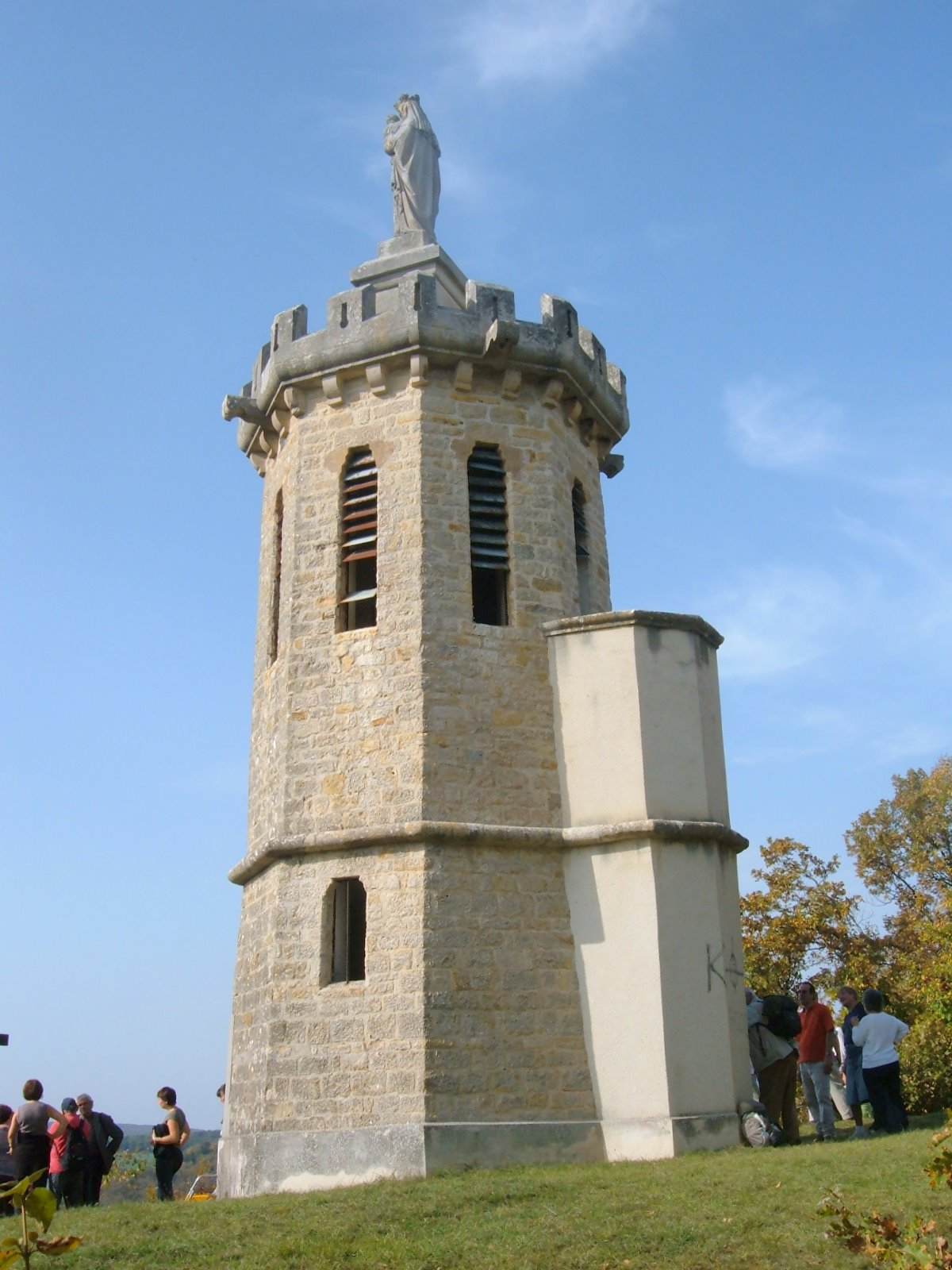
Turm Malakoff